# IX (雑誌)
『iX』とはドイツの月刊コンピュータ雑誌でハインツ・ハイスが1988年から発行している。この雑誌はIT専門家向けの上方を中心に扱っており、この分野ではいくつかのプログラミングに関する話題、サーバーハードウェアのレビュー、仮想化、コンピュータセキュリティといった広範な話題を扱い、新技術や現在のITに関する法的・政治的問題の記事も掲載している。
この雑誌より古い歴史を持つ姉妹雑誌にc'tという一般向けのコンピュータ技術を扱う雑誌がある。
1号ごとの販売部数は約51,000部（2008年第三四半期における販売部数は72,000部）である。